# Тишина (Доктор Кто)
«Тишина» — религиозный орден, возникший из Церкви Папского Мейнфрейма во время осады Трензалора. Главной целью этого ордена является сохранение вселенной и поддержание в ней мира. Главным постулатом ордена является пророчество: «На полях Трензалора, на закате Одиннадцатого, когда ни одно живое существо не сможет солгать или уклониться от ответа, будет задан Вопрос. Вопрос, ответом на который должна быть лишь Тишина.» (Свадьба Ривер Сонг Время Доктора).

## Возникновение
Когда планета с небольшой колонией землян начала передавать зашифрованный сигнал Церковь Папского Мейнфрейма первой откликнулась на него и, согласно своей доктрине предотвращения конфликтов, экранировала планету от всех желающих добраться до источника сигнала. Мать-Настоятельница Церкви попросила Доктора, как условно-нейтральную сторону, разобраться в природе сигнала, чтобы все собравшиеся на орбите расы могли спокойно разойтись. Однако выяснилось, что сигнал являлся вопросом Повелителей Времени, которые отправили его через трещину во времени на Трензалоре, пытаясь выяснить, безопасно ли покидать карманную вселенную, куда Доктор поместил планету в конце Великой Войны Времени. Церковь справедливо опасалась, что если Галлифрей вернётся, то, вне зависимости от собственных намерений Повелителей времени, это будет означать начало новой Войны Времени, поэтому они заключили с Доктором соглашение, по которому он не станет отвечать на вопрос, а Церковь поможет ему обезопасить соплеменников от других желающих ответить. Тогда Таша Лем, Мать-Настоятельница Церкви Папского Мейнфрейма добавила к доктрине Церкви постулат «Тишина грядёт», чем создала Церковь Тишины. Веками Церковь Тишины бок о бок с Доктором защищали Трензалор от желающих ответить на вопрос или атаковать планету. И спустя какое-то время в Церкви выделилась группа уставших от осады еретиков, которые в итоге собрались в орден Ковариан и покинули осаду Трензалора, забрав с собой Безголовых Монахов и часть исповедников. А поскольку остальные ордена и подразделения Церкви были заняты на Трензалоре, то именно секта Ковариан и стала наиболее известна под именем Тишины.

## Организация
По-видимому, Тишину возглавляли несколько лидеров, одной из которых была мадам Ковариан.
Последователями ордена были представители разных видов и рас. (ТВ: Давай убьём Гитлера)
Часть сил Тишины составляли Безголовые монахи — биологические боевые машины, которые держались довольно обособленно от остальных. (ТВ: Хороший человек идёт на войну)
Кроме того, существенную роль играли исповедники (также известные как сайленты) — существа созданные Ташей Лем как исповедальные священники со вполне достойной целью, теперь использовали свои свойства (гипнотическое внушение и стирание памяти) для манипуляции целыми расами. (ТВ: День Луны).
Ещё часть приверженцев ордена были бывшими служителями Церкви. Они продолжали носить церковные знаки различия, и поэтому сотрудничая с ними или присоединяясь к ним люди полагали, что работают с Церковью. (ТВ: Хороший человек идёт на войну).
Дополнительно Тишина использовала человеческих (или человекоподобных) агентов для выполнения конкретных задач. Эти агенты часто были оснащены специальными чёрными наглазниками, которые позволяли им всегда помнить исповедников. (ТВ: Хороший человек идёт на войну, Свадьба Ривер Сонг).

## История
Тишина была в союзе с мадам Ковариан, Церковью и Безголовыми монахами. Они стояли за битвой в Прибежище Демонов и похищением Ривер Сонг, которая тогда была известна только как Мелоди Понд (ТВ: Хороший человек идёт на войну). Позже, она несколько раз пыталась убить Одиннадцатого Доктора. В конечном счёте, она поцеловала его, используя отравленную помаду, однако она смогла освободиться от влияния Тишины и воскресить Доктора при помощи всей своей регенерационной энергии (ТВ: Давай убьём Гитлера).
Сайленты встретились с Доктором в Америке в 1969 году. Тогда он узнал о том, что Тишина сопровождала человечество с начала его истории, тайно манипулируя им для собственных целей.
Подразумевалось, что именно они ответственны за высадку на Луне, потому что они нуждались в разработке специального скафандра для Мелоди. Господство Тишины закончилось, когда Доктор использовал их силу внушения против них самих, врезав в трансляцию высадки на Луне видео с сайлентом, который говорит: «Вы должны убивать нас, как только увидите» (ТВ: День Луны). Позже, Тишина отследила Ривер Сонг в Лунном университете, откуда она была похищена и помещена в тот самый специальный скафандр, от которого ей удалось сбежать в детстве. Ривер была помещена в озеро Силенсио, чтобы убить Доктора выстрелом (ТВ: Время закрытия). Один сайлент присутствовал в этот момент, наблюдая за Доктором, Эми, Рори и Ривер (ТВ: Невозможный астронавт).
Их план был сорван, когда Доктор убедил экипаж Теселекта замаскировать свой корабль под себя, и изобразить фальшивую регенерацию, а потом гибель. Таким образом, фиксированная точка во времени не была нарушена, однако Доктор остался жив. (ТВ: Свадьба Ривер Сонг).
Во время осады Трензалора, когда Таша Лем провозгласила Церковь Тишиной, мадам Ковариан и её группа отправились в прошлое, где попыталась сделать так, чтобы Доктор никогда не попал на Трензалор. Всё, что они сделали (взрыв ТАРДИС, создание трещин во времени и Ривер Сонг), ироническим образом как раз и послужило тем, что привело Доктора к Трензалору. Доктор назвал это «ловушкой судьбы»: «Вы не можете изменить историю, являясь её частью».
Позже, осада превратилась в настоящую войну, и Доктор сотрудничал с Тишиной все 600 лет войны (из 900, которые он провёл на планете), защищая Трензалор от далеков, киберлюдей и прочих, кто участвовал в осаде. Тем не менее, Тишина была либо уничтожена далеками, либо вынуждена отступить. А Повелители Времени изменили будущее, послав Доктору новый цикл регенераций через трещину во времени, что закрыло её и выполнило задачу Тишины: «Тишина пала», Доктор не ответил на Вопрос, силы далеков оказались разрушены, а Повелители Времени остались в карманной вселенной (ТВ: Время Доктора).